# PeaceCo.
PaeceCo., primer álbum de la banda Chilena El Cruce, lanzado en 1999. El disco consta de ocho temas originales que se pasean por el Blues, el Rock, las baladas y hasta el Funk, creando un verdadero "cruce" de estilos, pero que inevitablente convergen en el blues y el rock clásico.
Este disco fue grabado en forma independiente financiado únicamente con presentaciones efectuadas en la Blusera durante el 1998.

## Lista de canciones
1. «Bájate de la nube»
2. «Como decirte que me voy»
3. «Trato de hacer Blues»
4. «Nadie te amó como yo»
5. «Deja de Fastidiar»
6. «A que no sabes quién»
7. «Blues a Rodrigo»
8. «Despertar»

## Integrantes
- Felipe Toro - Guitarra y voz
- Claudio "Bluesman" Valenzuela - Armónica y coros
- Cristián Pérez - 2.ª Guitarra y coros
- Eduardo "Negro" Silva - Bajo
- Pablo Castillo - Teclados
- Jorge Quinteros - Batería
- Orlando Miranda - Percusiones

- Datos: Q5684734